# Schwanebeck
Schwanebeck é um município da Alemanha, situado no distrito de Harz, no estado de Saxônia-Anhalt. Tem 32,61 km² de área, e sua população em 2019 foi estimada em 2.424 habitantes.